# Arvicanthis rufinus
Arvicanthis rufinus es una especie de roedor de la familia Muridae.

## Distribución geográfica
Se encuentra en Benín, Ghana, Togo, posiblemente Camerún, República Centroafricana,  Costa de Marfil,  Guinea, Liberia, y Sierra Leona.

## Hábitat
Su hábitat natural son: sabanas húmedas, subtropicales o matorrales secos tropicales, matorrales húmedos subtropicales o tropicales, tierras de cultivo, pastizales y áreas urbanas.